# 평화시장 (대구)
평화시장은 대구광역시 동구 동대구역 부근에 위치한 닭똥집 골목이 유명한 전통시장이다.

## 역사
1970년대에 생겨나 현재까지 약 50여년의 전통을 이어오고 있는 시장이다. 그리 크지 않은 규모로 1970년대에 개장하였다. 70년대 후반 시장 주위의 환경이 주택가로 변화하게 되고, 사람들이 찾아오면서 시장의 모습이 되었다. 현재의 양념치킨과 간장치킨을 탄생시킨 곳이기도 하다. 2024년, 전국에서 첫번째로 지점 단위가 아닌 상인회 측의 ‘월드비전 비전스토리 1호거리’로 선정되었다. ‘비전스토어’는 도움이 필요한 아동들에게 정기적으로 후원을 하는 기업, 소상공인 등에게 인증 명패과 사업장의 홍보를 지원하는 기부 캠페인이다. 또한 대구를 대표하는 ‘치맥 페스티벌’을 개최하였다.

## 닭똥집 골목

### 역사
1970년대에 생겨나 개장 당시에는 작은 규모의 시장으로 시작하였다. 70년대 후반 주변환경이 주택지로 변화하면서 본격적인 시장의 모습을 갖추기 시작하였다. 1972년 오픈한 ‘삼아 통닭’을 중심을 주변으로 여러 닭똥집 가게가 생기면서 골목이 형성되었다. 처음 닭똥집이 요리로 취급되었던 계기는 통닭집에서 서민들을 위해 값이 싼 안주를 고안하다가 탄생하게 되었다. 이후 젊은 가격과 시장의 인심으로 대학생들에게 인기를 얻었다. 2000년대에 들어서면서 새로운 맛과 퓨전요리가 탄생하면서 체인 사업으로까지 발전하게 되었다.

### 닭똥집 효능
고단백 저지방 식품으로 우리 몸의 근육을 만들고 유지하는데 탁월한 식품이며, 낮은 지방으로 다이어트 식품으로도 사람들이 많이 즐겨 찾는다. 철분 부족으로 자주 피로감을 느끼고 빈혈이 있는 사람들에게도 좋다. 다양한 비타민과 미네랄이 포함되어 있으며, 그 중 특히 B12, 아연, 마그네슘 등이 풍부해 면역력을 강화하는데 좋은 식품이다.

### 위치
동대구역에서 차를 타고 10분 거리에 위치해 있다. 경북대학교 정문에서 도보로 5분정도 거리에 위치해 있다.

### 주변 관광지
팔공산(동화사/갓바위), 불로동 고분군, 동촌 유원지, 기상대 기념공원